# Riffelrand

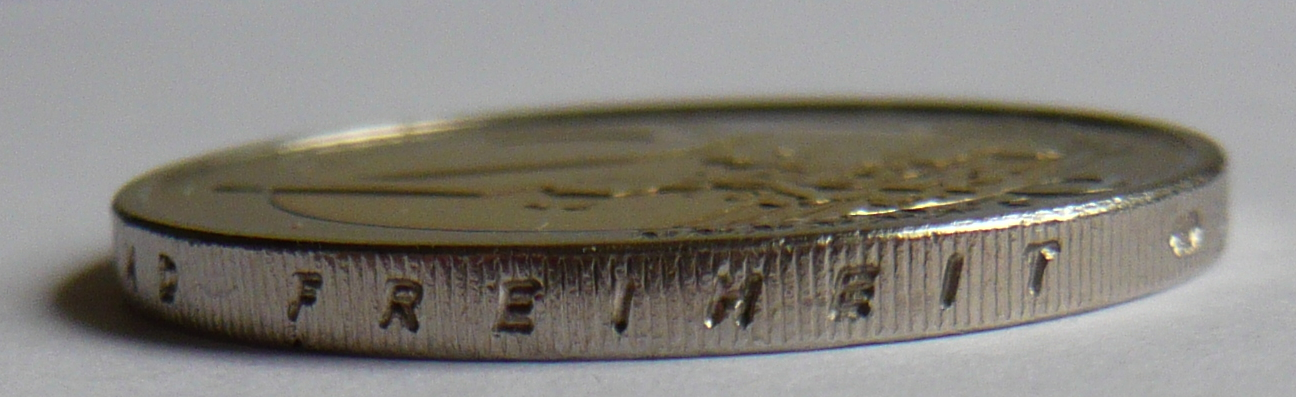
Riffelung mit Randschrift auf der deutschen Zwei-Euro-Münze

Als Riffelung bezeichnet man eine Gestaltungsart für Münzen, die sich durch mehr oder weniger eng aneinander liegende Einkerbungen am Münzrand auszeichnet. Im Unterschied zur Kerbung / dem Kerbenrand ist die Anzahl der Einkerbungen nicht speziell festgelegt. Manchmal findet sich auf einer Münze neben der Riffelung auch eine Randschrift.
Die Riffelung auf Münzen wird durch das Rändeln der Rohlinge vor der Prägung erzeugt.

## Etymologie
Der Begriff „Riffel“ stammt aus der Flachsverarbeitung. Er bezeichnet eine Art Kamm, der zur Entfernung der Samenkapseln vom Flachs benutzt wurde.